# Kicking Against the Pricks
A Kicking Against the Pricks Nick Cave and the Bad Seeds harmadik megjelentetett albuma. A csak feldolgozásokat tartalmazó album 1986-ban jelent meg először. A cím egy bibliai idézetre utal (Apostolok cselekedetei 26:14): „Saul, Saul, why persecutest thou me? it is hard for thee to kick against the pricks.” (King James Biblia) azaz „Saul, Saul, mit kergetsz engem? Nehéz néked az ösztön ellen rúgódoznod.” (Károlyi-biblia)

## Közreműködő zenészek
- Nick Cave – ének, zongora, orgona
- Mick Harvey – dob, gitár, zongora, vibrafon, basszusgitár, dob, vokál
- Barry Adamson – basszusgitár, vokál
- Blixa Bargeld – gitár, vokál
- Thomas Wydler – dob

## A számok
1. Muddy Water
2. I’m Gonna Kill That Woman
3. Sleeping Annaleah
4. Long Black Veil
5. Hey Joe
6. The Singer
7. All Tomorrow’s Parties
8. By the Time I Get to Phoenix
9. The Hammer Song
10. Something’s Gotten Hold of My Heart
11. Jesus Met The Woman at the Well
12. The Carnival Is Over